# Léon-Adolphe Amette

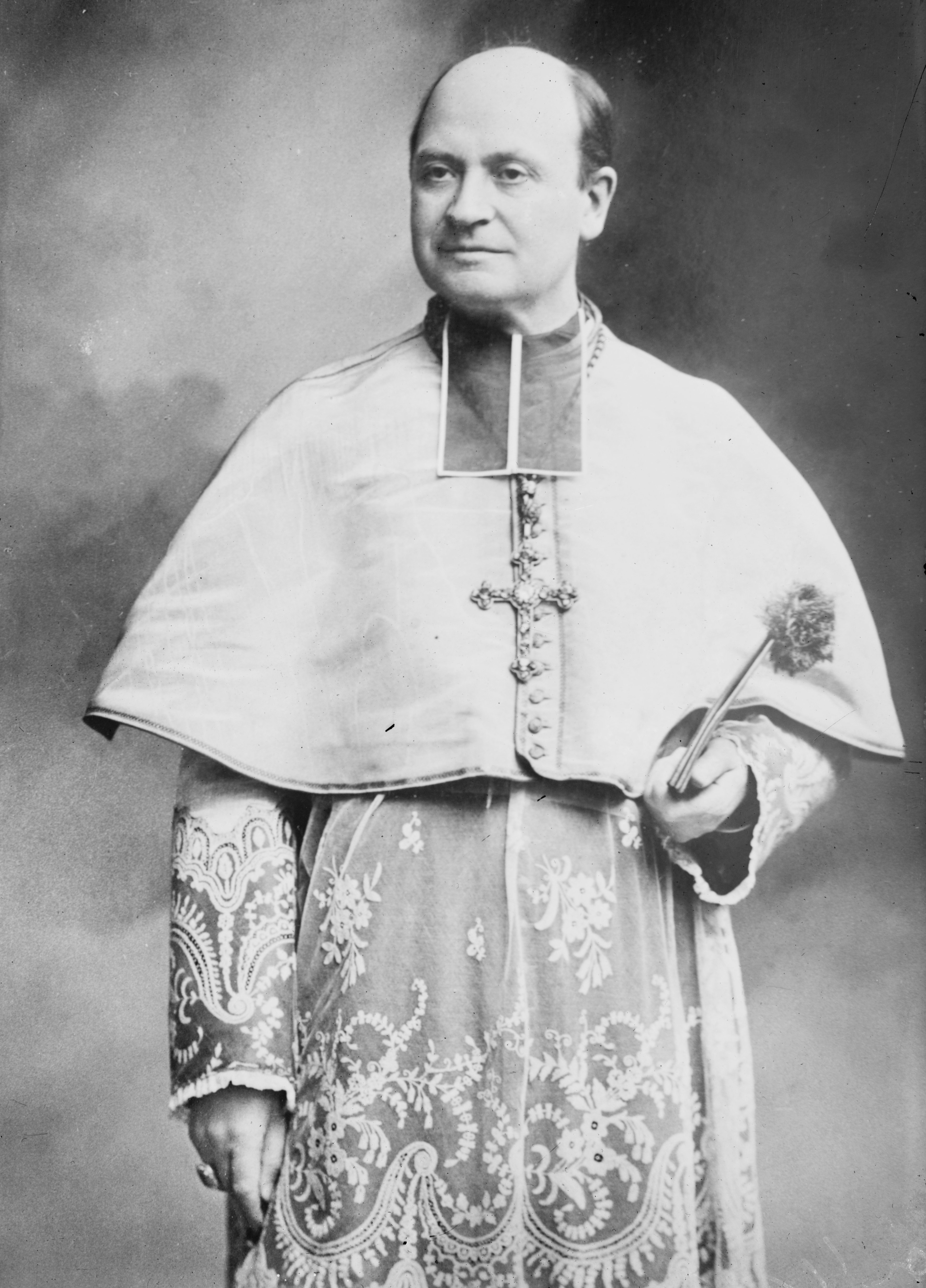
Kardinaal Léon-Adolphe Amette.

Léon-Adolphe Amette (Douville-sur-Andelle, 6 september 1850 - Antony, 28 januari 1920) was een Franse kardinaal en van 1898 tot 1906 bisschop van Bayeux-Lisieux en van 1908 tot aan zijn dood aartsbisschop van Parijs.

## Levensloop
Léon-Adolphe Amette liep school in Évreux en studeerde daarna filosofie en theologie in het priesterseminarie van Saint-Sulpice in Parijs. In 1873 ontving hij de priesterwijding en vervolgens werd hij de persoonlijke secretaris van François Grolleau, de bisschop van Évreux. Van 1889 tot 1898 was hij als vicaris-generaal verantwoordelijk voor het beheer van dit bisdom. Tijdens de sedisvacatie in het bisdom Évreux na de dood van François Grolleau in 1890, nam hij zelfs tijdelijk de bisschoppelijke functies waar.
In 1898 werd hij door paus Leo XIII benoemd tot bisschop van Bayeux-Liseux, waarna hij door kardinaal en aartsbisschop van Rouen Guillaume-Marie-Romain Sourrieu tot bisschop werd gewijd. In 1906 nam Amette ontslag uit deze functie om coadjutor te worden van de Parijse aartsbisschop François-Marie-Benjamin Richard en tegelijkertijd werd hij benoemd tot titulair aartsbisschop van Side. In 1908 volgde Amette de overleden Richard op als aartsbisschop van Parijs en op 27 november 1911 stelde paus Pius X hem aan tot kardinaal. In die hoedanigheid nam hij deel aan het Conclaaf van 1914, waarbij Benedictus XV verkozen werd tot de nieuwe paus.
Léon-Adolphe Amette overleed in januari 1920 op 69-jarige leeftijd en werd bijgezet in de Notre-Dame van Parijs.
- Bibliothèque nationale de France: cb12385657f (data)
- Gemeinsame Normdatei: 122928024
- International Standard Name Identifier: 0000 0000 6647 0479
- Nederlandse Thesaurus van Auteursnamen: 067929931
- Système universitaire de documentation: 07459107X
- Virtual International Authority File: 49306343
- WorldCat: E39PBJht3Dt7bVm66X8MQdj3cP